# Simfonia núm. 6 (Schubert)
La Simfonia núm. 6 en do major, D. 589, és una simfonia de Franz Schubert composta entre octubre de 1817 i febrer de 1818. La seva estrena pública es realitzà a Viena el 1828. És anomenada la "Petita en do major" per distingir-la de la Novena Simfonia més tardana, en la mateixa tonalitat, coneguda com la "Gran en do major".

## Instrumentació
La simfonia té la següent instrumentació: 2 flautes, 2 oboès, 2 clarinets (en do), 2 fagots, 2 trompes (en do), dos trompetes (en do), timbales (en do i sol) i corda.
Una interpretació habitual dura al voltant d'uns 32 minuts.

## Moviments
Consta de quatre moviments:
1. Adagio, 3/4 — Allegro, 2/2
2. Andante, 2/4 en fa major
3. Scherzo: Presto; Trio: Piu lento (Trio en mi major), 3/4
4. Allegro moderato, 2/4

(La indicació de dinàmica és fzp més que fp, però no està disponible a LilyPond per afegir-ho a la Viquipèdia.)